# 于有年
于有年（1535年—1587年），字時泰，號前渚，山東承宣布政使司東昌府臨清直隸州（今山東省聊城市臨清市），明朝政治人物。

## 生平
山東鄉試第三十七名。隆慶二年（1568年），登戊辰科第三甲第一百七十名進士。授揚州府推官，以内艰归。起補常州，又丁外艰。再起懷慶府推官。萬曆八年（1580年），擢南京湖广道監察御史，巡视京营及凤阳等倉，萬曆十五年卒，享年五十三。

## 家族
曾祖于常；祖父于通；父于魯，壽官。前母潘氏；母杜氏。具庆下。